# Oecetis laustra
Oecetis laustra är en nattsländeart som beskrevs av Mosely in Mosely och Douglas E. Kimmins 1953. Oecetis laustra ingår i släktet Oecetis och familjen långhornssländor. Inga underarter finns listade i Catalogue of Life.